# Campionati mondiali di tiro 1930
I campionati mondiali di tiro 1930 furono la ventisettesima edizione dei campionati mondiali di questo sport e si disputarono ad Anversa. La nazione più medagliata fu la Svizzera.

## Risultati

### Uomini

#### Carabina
| Evento                     | Oro                                                                                    | Oro       | Argento                                                                                  | Argento   | Bronzo                                                                                  | Bronzo    |
| Evento                     | Atleta                                                                                 | Risultato | Atleta                                                                                   | Risultato | Atleta                                                                                  | Risultato |
| 50m a terra                | Sven-Oscar Lindgren                                                                    | 392       | Kullervo Leskinen                                                                        | 392       | Erhard Kubstrup                                                                         | 390       |
| 50m a terra a squadre      | Danimarca Erhard Kubstrub K. M. Sørensen A. Bjørn P. J. Pedersen Anders Nielsen        | 1926      | Finlandia Kullervo Leskinen Niilo Talvenheimo Sven Lindgren Einari Oksa Edvard Toivonen  | 1924      | Stati Uniti William Bruce Harry Renshaw Morris Fisher Russell Seitzinger Emmet Swanson  | 1900      |
| 50m in ginocchio           | Emmet Swanson                                                                          | 382       | Kullervo Leskinen                                                                        | 382       | Einari Oksa                                                                             | 381       |
| 50m in ginocchio a squadre | Stati Uniti William Bruce Harry Renshaw Frank Parsons Russell Seitzinger Emmet Swanson | 1877      | Finlandia Kullervo Leskinen Niilo Talvenheimo Sven Lindgren Einari Oksa Lars Klärich     | 1863      | Danimarca Erhard Kubstrub G. Krolykke Mygard P. J. Pedersen Niels Larsen                | 1843      |
| 50m in piedi               | P.J. Pedersen                                                                          | 368       | Erhard Kubstrup                                                                          | 368       | Harry Renshaw                                                                           | 368       |
| 50m in piedi a squadre     | Stati Uniti William Bruce Harry Renshaw Frank Parsons Russell Seitzinger Joe Sharp     | 1804      | Belgio Paul van Asbroeck Marcel Gheyssens Marcel Lafortune François Lafortune Paul Sylva | 1794      | Danimarca Erhard Kubstrub Christen Møller K. M. Sørensen P. J. Pedersen Anders Nielsen  | 1770      |
| 300m 3 posizioni           | Einari Oksa                                                                            | 1111      | Harry Renshaw                                                                            | 1110      | Josias Hartmann                                                                         | 1109      |
| 300m a terra               | Kullervo Leskinen                                                                      | 389       | Sven-Oscar Lindgren                                                                      | 386       | Fernand Demierre                                                                        | 385       |
| 300m in ginocchio          | Russell Seitzinger                                                                     | 375       | Jakob Reich                                                                              | 375       | Emmett Swanson                                                                          | 372       |
| 300m in piedi              | Einari Oksa                                                                            | 359       | Josias Hartmann                                                                          | 351       | Harry Renshaw                                                                           | 348       |
| 300m 3 posizioni a squadre | Stati Uniti Morris Fisher Harry Renshaw Emmet Swanson Russell Seitzinger Joe Sharp     | 5441      | Svizzera Josias Hartmann Fernand Demierre Jakob Reich Ernst Tellenbach Karl Zimmermann   | 5407      | Finlandia Kullervo Leskinen Niilo Talvenheimo Sven Lindgren Einari Oksa Edvard Toivonen | 5337      |

#### Carabina militare
| Evento            | Oro             | Oro       | Argento          | Argento   | Bronzo             | Bronzo    |
| Evento            | Atleta          | Risultato | Atleta           | Risultato | Atleta             | Risultato |
| 300m 3 posizioni  | Karl Zimmermann | 472       | Camillo Isnardi  | 456       | Georges Roes       | 449       |
| 300m a terra      | Karl Zimmermann | 180       | Camillo Isnardi  | 169       | Lucien Génot       | 165       |
| 300m in ginocchio | Karl Zimmermann | 168       | Wilhelm Schnyder | 159       | François Lafortune | 156       |
| 300m in piedi     | Christiaan Both | 147       | Rudolf Brachtl   | 138       | Wilhelm Schnyder   | 137       |

#### Pistola
| Evento        | Oro                                                                                            | Oro       | Argento                                                                   | Argento   | Bronzo                                                                           | Bronzo    |
| Evento        | Atleta                                                                                         | Risultato | Atleta                                                                    | Risultato | Atleta                                                                           | Risultato |
| 50m           | Jean Révilliod de Budé                                                                         | 538       | Marcel Lafortune                                                          | 535       | Wilhelm Schnyder                                                                 | 533       |
| 50m a squadre | Svizzera Ernst Flückiger Severin Crivelli Jean Revilliod de Bude Fritz Zulauf Wilhelm Schnyder | 2649      | Francia Marcel Bonin André des Jamonnieres Gantier Paul Gremeaux G. Regis | 2535      | Danimarca Anker Boll Christian Jensen Niels Larsen Christian Lehrman Axel Lerche | 2520      |

## Medagliere
Nazione ospitante
| Posiz. | Nazione        | Oro | Argento | Bronzo | Totale |
| ------ | -------------- | --- | ------- | ------ | ------ |
| 1      | Svizzera       | 5   | 4       | 4      | 13     |
| 2      | Stati Uniti    | 5   | 1       | 4      | 10     |
| 3      | Finlandia      | 4   | 5       | 2      | 11     |
| 4      | Danimarca      | 2   | 1       | 4      | 7      |
| 5      | Paesi Bassi    | 1   | 0       | 0      | 1      |
| 6      | Belgio         | 0   | 2       | 1      | 3      |
| 7      | Italia         | 0   | 2       | 0      | 2      |
| 8      | Francia        | 0   | 1       | 2      | 3      |
| 9      | Cecoslovacchia | 0   | 1       | 0      | 1      |